# Voervadsbro
Voervadsbro er en landsby i Østjylland med 201 indbyggere  (2025). Landsbyen er beliggende 9 km nordøst for Brædstrup og 16 km vest for Skanderborg tæt på Sukkertoppen og Mossø. Byen er beliggende i Horsens Kommune i Region Midtjylland. Den er beliggende i sognene Voerladegård Sogn og Sønder Vissing Sogn. Sekundærrute 461 går gennem byen og cykelløbet Post Danmark Rundt har tidligere passeret gennem byen.